# 後藤太兵衛

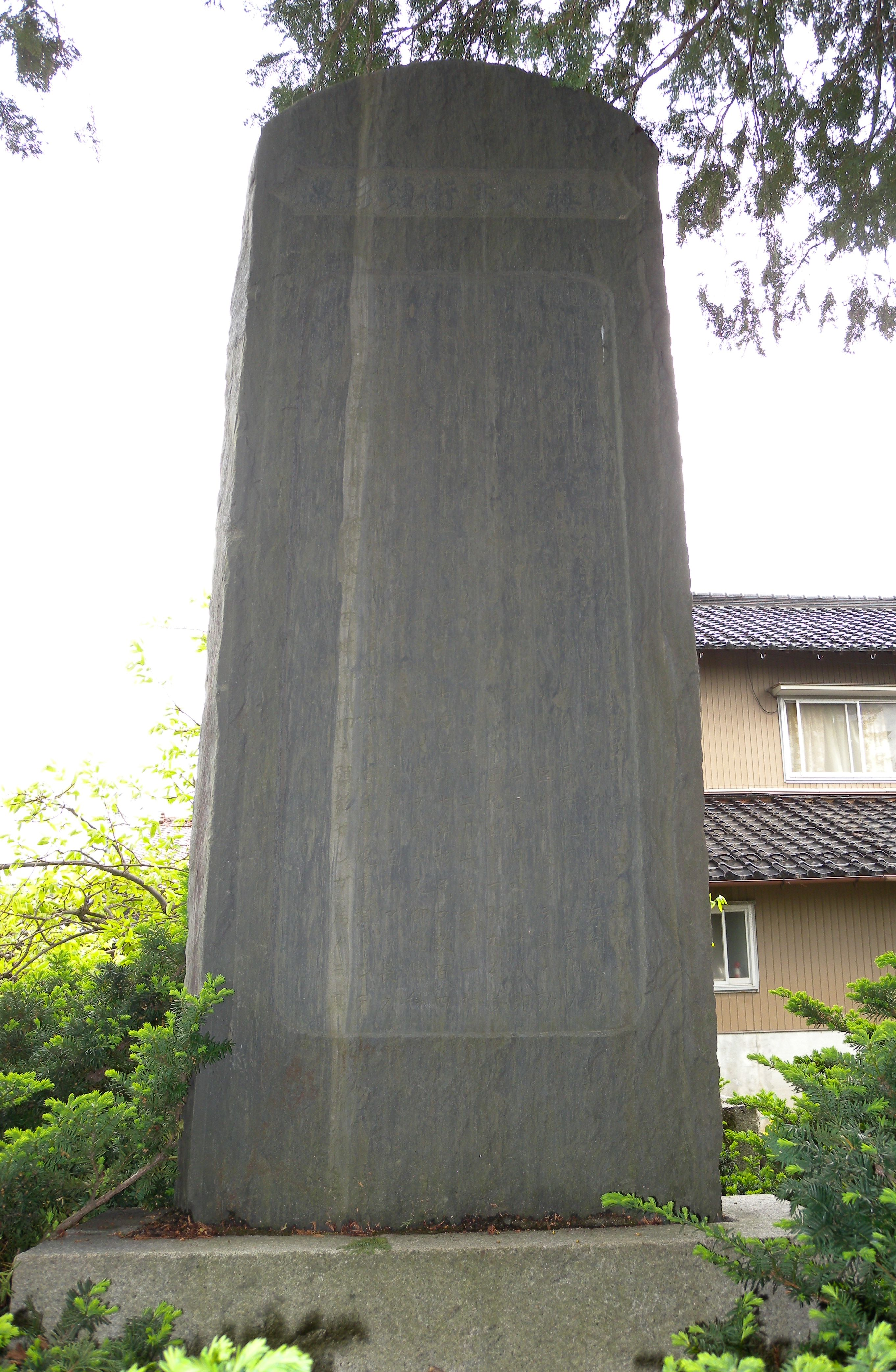
金沢市長坂の長坂野神社に建つ後藤太兵衛顕彰碑

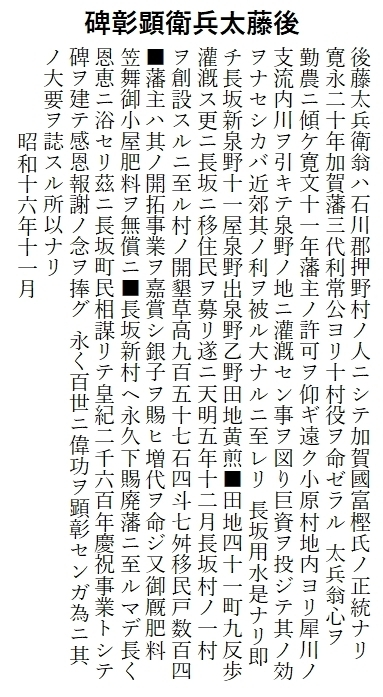
後藤太兵衛顕彰碑の碑文

後藤 太兵衛（ごとう たへえ、慶長19年（1614年） - 延宝元年（1673年））は、加賀藩の石川郡押野村（現・石川県野々市市押野）に住んで十村を務めた人物。諱は家泰。
寛永20年（1643年）に先代・藤右衛門（とうえもん）の跡を継いで押野後藤家第3代当主となり、加賀藩より十村に任ぜられた。藩命により明暦元年（1655年）に泉野村を、万治元年（1658年）に泉野新村と泉野出村の田畑を私財を投じて開墾した。寛文11年（1671年）にも藩命を受けて長坂新村（現・金沢市長坂町）を創設するとともに、長坂新村を始めとする野田山山麓一帯の丘陵地へ、犀川の支流である内川を取水口とする灌漑用水を引く工事の指揮に当たった。
なお、野田山山麓一帯は、明治期まで石川郡に所属していたことから、明治21年（1888年）、当時の後藤家第11代当主・於菟吉（おときち）は、先祖・太兵衛の功労が少なくないことに対して、同郡長から銀杯を下賜されている。

## 押野村字押野
押野村字押野（現在の野々市市押野1丁目）は、太兵衛達の十村就任と同時に次第に大きくなり、明治22年（1889年）に発足した新制押野村では同村を構成する11か村中最大の集落（明治25年（1892年）の戸数126戸
)となっていることに、押野後藤家の存在が大きく影響していると考えられる。

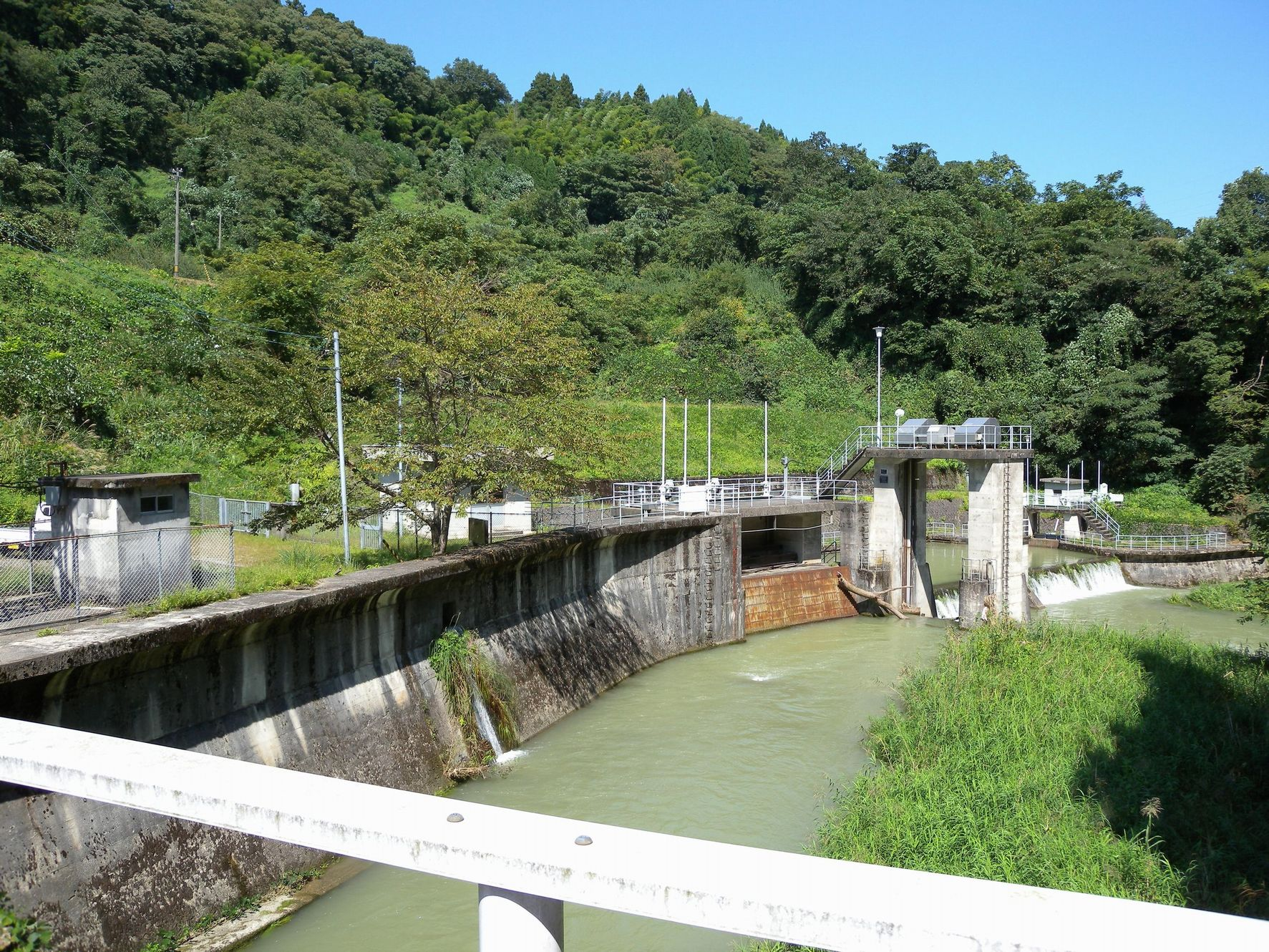
長坂用水取水口（金沢市小原町）
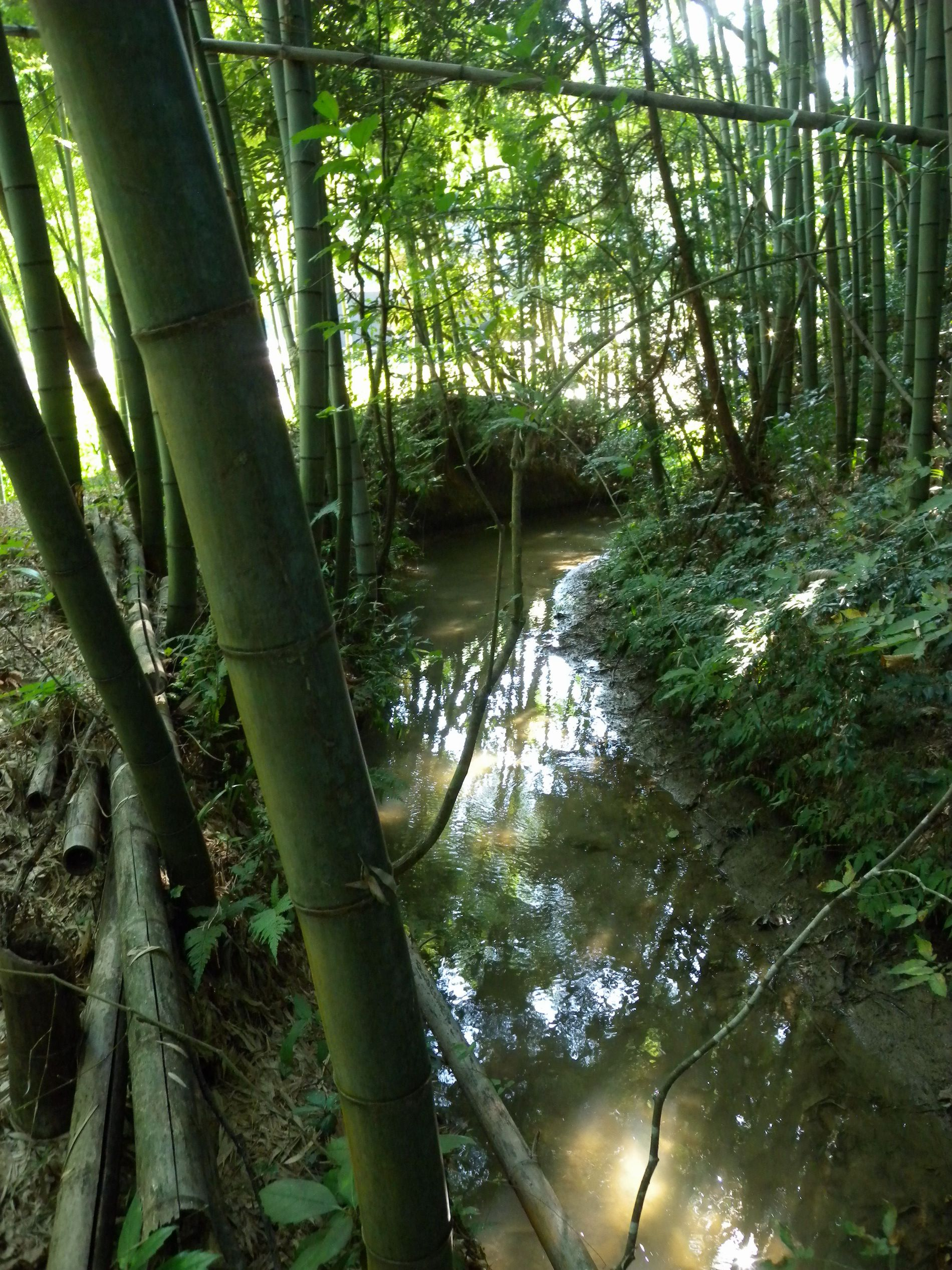
長坂用水（金沢市別所町）
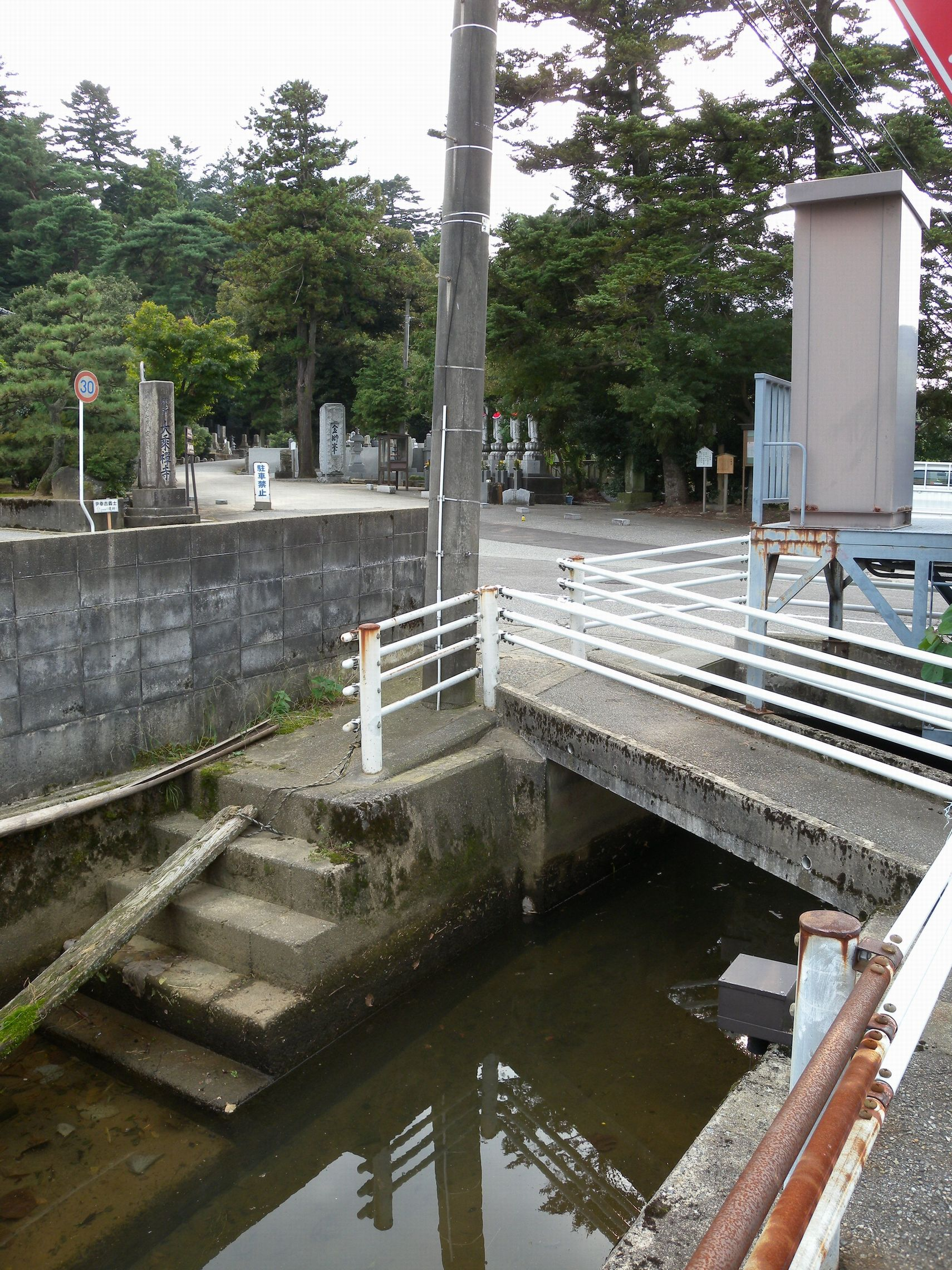
長坂用水（金沢市長坂・野田町付近）
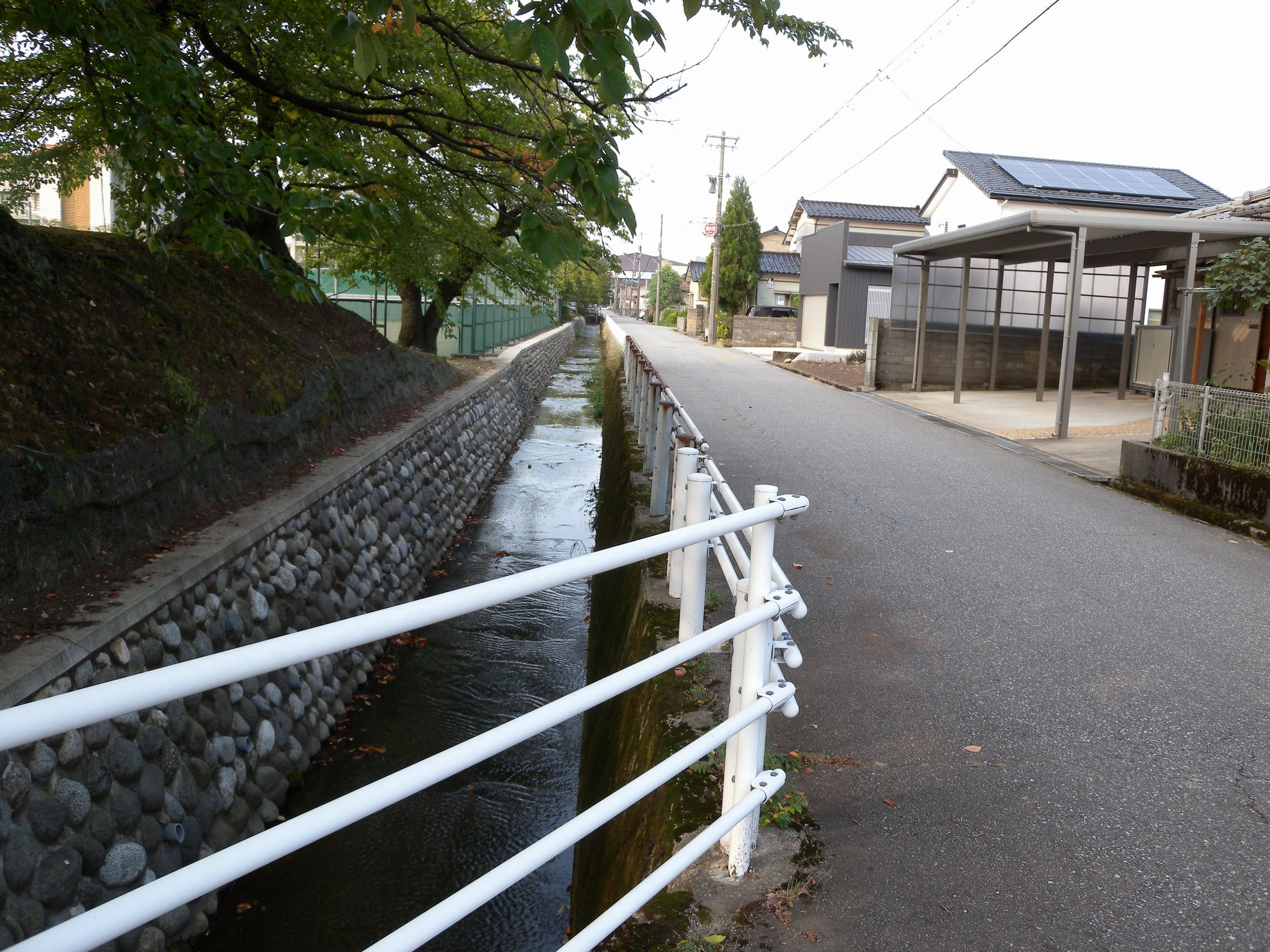
長坂用水（金沢市泉野出町付近）